# Weinreichius perroti
Weinreichius perroti es una especie de coleóptero de la familia Lucanidae.

## Distribución geográfica
Habita en Vietnam.